# Saison 8 des Experts
Chronologie
Saison 7 Saison 9
La huitième saison des Experts est diffusée sur CBS entre le 27 septembre 2007 et le 15 mai 2008.
Elle ne comporte que 17 épisodes à cause de la Grève de la Writers Guild of America de 2007. L’actrice Jorja Fox, qui interprète le personnage de Sara Sidle, n’avait signé que pour 7 épisodes. La deuxième partie du cross over Where and Why n’a pas été diffusée dans certains pays, faisant partie de la série FBI : Portés disparus.

## Résumé
Sara réussit à s’échapper du piège du tueur aux maquettes dans le premier épisode de la saison. Grissom demande Sara en mariage, ce qu’elle accepte. Sara déprime et décide de quitter son travail et de rompre avec Grissom. Warrick divorce de sa femme Tina. Sofia n’apparaît que dans le premier épisode et il s’agit de sa dernière apparition dans la série. Warrick mène une enquête sur une affaire qui lui rapporte beaucoup de problèmes, et se fait tuer dans le dernier épisode de la saison.

## Distribution

### Acteurs principaux
- William Petersen (V.F.: Stéfan Godin) : Gil Grissom
- Marg Helgenberger (V.F.: Emmanuelle Bondeville) : Catherine Willows
- Gary Dourdan (V.F.: Éric Aubrahn) : Warrick Brown
- George Eads (V.F.: Denis Laustriat) : Nick Stokes
- Paul Guilfoyle (V.F.: François Dunoyer) : Jim Brass
- Jorja Fox (V.F.: Laurence Dourlens) : Sara Sidle[1] (épisodes 1 à 7)
- Eric Szmanda (V.F.: Benjamin Boyer) : Greg Sanders
- Robert David Hall (V.F.: Pascal Casanova) : Albert Robbins
- Wallace Langham (V.F.: Jérémy Prévost) : David Hodges

### Acteurs récurrents et invités
- Louise Lombard : Sofia Curtis (épisode 1)
- David Berman (V.F.: Jérémy Prévost) : David Phillips
- Liz Vassey (V.F.: Nathalie Bienaimé) : Wendy Simms
- Archie Kao : Archie Johnson
- Marc Vann : Conrad Ecklie
- Sheeri Rappaport (en) : Mandy Webster
- Jon Wellner (V.F.: Jérôme Frossard) : Henry Andrews
- Jessica Lucas : Ronnie Lake[2] (épisodes 3, 4, 5 et 7)
- Darris Love : Ezekiel Holstein (épisode 2)
- Danneel Harris : Shasta McCould (épisode 2)
- Melanie Paxson : Nanci Katz (épisode 2)
- Neil Jackson : Michael Bowie (épisode 2)
- Karina Lombard : Pippa Sanchez (épisode 2)
- Brando Eaton : Rodney Banks (épisode 2)
- Brittany Robertson : Amy Macalino (épisode 3)
- Harold Perrineau : Alistair Rhodes (épisode 3)
- Gail O'Grady : Lynn Towne (épisode 4)
- John Billingsley : Paul Cyden (épisode 4)
- John Asher : Zack (épisode 5)
- Chris Diamantopoulos : Oliver Zarco (épisode 5)
- Martin Klebba : Dickie Jones (épisode 5)
- Will Sasso : Mason Lefoon (épisode 5)
- Irwin Keyes : Russ Beaudreaux (épisode 5)
- Anthony LaPaglia : Jack Malone (épisode 6)
- Denis O'Hare : Tom Michaels (épisode 6)
- Anthony Ruivivar : Ruben Bejarano (épisode 6)
- John Hawkes : Terry Wicker (épisode 6)
- Poppy Montgomery : Samatha Spade (épisode 6)
- Marianne Jean-Baptiste : Vivian Johnson (épisode 6)
- Enrique Murciano : Danny Taylor (épisode 6)
- Eric Close : Martin Fitzgerald (épisode 6)
- Roselyn Sanchez : Elena Delgado (épisode 6)
- Holland Roden : Kira Dellinger (épisode 7)
- Douglas Smith : Marlon West (épisode 7)
- Beth Broderick : Belinda / Linda (épisode 9)
- Rick Hoffman : Michael Raykrik (épisode 9)
- Jamie Luner : Elizabeth Rodriguez (épisode 10)
- Zack Ward : Steve Card (épisode 10)
- Dennis Christopher : Richard Dorsey (épisode 10)
- Jewel : Elle-même (épisode 11)
- Shooter Jennings : Lui-même (épisode 11)
- Nicole Sullivan : Nancy Twicker (épisode 11)
- Raymond Cruz : Donald Balboa (épisode 13)
- Anya Monzikova : Jessica "Gigi" Jaynes (épisode 14)
- Octavia Spencer : Sherry (épisode 14)
- Method Man : Drops (épisode 14)
- Chloe Webb : Evelyn Polychronopoulos (épisode 15)
- Sam Witwer : Officer Casella (épisode 15)
- Jose Pablo Cantillo : Officier Galvez (épisode 15)
- Christine Lakin : Margo Delphi (épisode 15)
- Katey Sagal : Annabelle Bundt et Natascha Steele (épisode 16)
- Rachael Harris : Megan Kupowski (épisode 16)
- Constance Marie : Carolina Flores (épisode 16)
- Stephen Tobolowsky : Spencer Freiberg (épisode 16)

## Épisodes

### Épisode 166:La Proie du désert
- États-Unis /  Canada : 27 septembre 2007 sur CBS / CTV[3]
- France : 21 septembre 2008 sur TF1

- États-Unis : 25,22 millions de téléspectateurs[4]
- France : 8,24 millions de téléspectateurs[5] (première diffusion)

- Louise Lombard (Sofia Curtis)
- Jessica Collins (Natalie Davis)
- Larry Mitchell (Officer Mitchell)
- Zach Grenier (Dr Kachler)
- Larry Hankin (Zapata Childs)
- Patrick Renna (Security Guard)
- Ben Skorstad (Chopper Pilot)
- Jeffrey D. Stevens (Paramedic #1)
- John Everlove (Paramedic #2)
- M. Evan Jensen (Medi-Vac Pilot)
- Gina Cancelliere (elle-même)

### Épisode 167:À la carte
- États-Unis : 4 octobre 2007
- France : 28 septembre 2008 sur TF1

- États-Unis : 20,97 millions de téléspectateurs[6]
- France : 8,3 millions de téléspectateurs[7] (première diffusion)

- David Berman (David Phillips)
- Marc Vann (Conrad Ecklie)
- Sheeri Rappaport (Mandy Webster)
- Darris Love (Det. Ezekiel Holstein)
- Heidi Lynne Herschbach (April Kissimee)
- Danneel Harris (Shasta McCloud)
- Albert Pugliese (Benny Manduccit)
- Michael Olifiers (Frankie Manducci)
- Melanie Paxson (Nanci Katz)
- John Ross Bowie (Peter Ellis)
- Ken Lerner (Jerry Nivens)
- Mary Gordon Murray (Mona Nivens)
- Neil Jackson (Michael Bowie)
- Karina Lombard (Pippa Sanchez)
- Jake McLaughlin (Matt Bartley)
- William Wellman Jr. (Hampton Huxley)
- Tyler Kain (Christin Gillis)
- Brando Eaton (Rodney Banks)
- Nathan Halliday (Vincent Bartley)

### Épisode 168:Une famille en enfer
- États-Unis : 11 octobre 2007
- France : 21 septembre 2008 sur TF1

- États-Unis : 19,79 millions de téléspectateurs[8]
- France : 7,61 millions de téléspectateurs[5] (première diffusion)

- Jessica Lucas (Ronnie Lake)
- Harold Perrineau (Rev. Rhodes)
- Rhys Coiro (John Gersten)
- David Berman (David Phillips)
- Archie Kao (Archie Johnson)
- Liz Vassey (Wendy Simms)
- Sheeri Rappaport (Mandy Webster)
- Brittany Robertson (Amy Macalino)
- Micah Cohen (Andrew Wolflynn)
- Larry Mitchell (Officer Mitchell)
- Michael Raynor (Alvin Macalino)
- Philip Newby (Night Manager)
- Mary Ellen Lyon (Girlie Macalino)
- Rob Mars (Officer Caster)
- Buddy "Love" Sosthand (Officer Noyes)
- Sam Witwer (Officer Casella)
- Debra Wilson Skelton (Divine (hooker))
- George Anthony Alvarez (CPS Attendant)
- Bix Barnaba (Eddie Kaye)

### Épisode 169:Carpe Diem
- États-Unis : 18 octobre 2007
- France : 28 septembre 2008 sur TF1

- États-Unis : 21,22 millions de téléspectateurs[9]
- France : 7,33 millions de téléspectateurs[7] (première diffusion)

- Jessica Lucas (Ronnie Lake)
- Gail O'Grady (Lynn Towne)
- David Berman (David Phillips)
- Archie Kao (Archie Johnson)
- Liz Vassey (Wendy Simms)
- Jon Wellner (Henry Andrews)
- Anita Gillette (Lily Flynn)
- Jay Cassius Willis (Craig)
- Todd Jeffries (Foreman)
- James R. Bowers (Brian Towne)
- Colin Kim (Officer Choi)
- John Billingsley (Paul Cyden)
- Lucas Babin (Larry Ludwig)
- William Russ (Jonah Quinn)
- Camila Green (Pretty Girl)
- Charles Shen (Lee Humbolt)
- Frank Messina (Benny Dunbar)
- Erika Alexander (A.D.A. Kirkson)

### Épisode 170:Action... coupée
- États-Unis : 1er novembre 2007
- France : 5 octobre 2008 sur TF1

- États-Unis : 19,06 millions de téléspectateurs[10]
- France : 8,52 millions de téléspectateurs[11] (première diffusion)

- David Berman (David Phillips)
- Archie Kao (Archie Johnson)
- Liz Vassey (Wendy Simms)
- Jessica Lucas (Ronnie Lake)
- Jon Wellner (Henry Andrews)
- John Asher (Zack Putrid)
- John Ventimiglia (Stanley Vespucci)
- Martin Klebba (Dickie Jones)
- Chris Diamantopoulos (Oliver Zarco)
- Matt Gerald (Vincent Lafoon)
- Will Sasso (Mason Lafoon)
- Irwin Keyes (Russ Beauxdreaux)
- Stephen Full (Editor)
- Ted Michaels (SFX Guy)
- Cassandra Jean (Pola Chesterwood)
- Carla Orlandi (Weatherly Adams)
- Roger W. Morrissey (Roger)

### Épisode 171:6 ans de recherche1repartie
- États-Unis : 8 novembre 2007
- France : 5 octobre 2008 sur TF1

- États-Unis : 21,94 millions de téléspectateurs[12]
- France : 9,04 millions de téléspectateurs[11] (première diffusion)

- David Berman (David Phillips)
- Archie Kao (Archie Johnson)
- Liz Vassey (Wendy Simms)
- Kim Beuche (Carmen Davis)
- Brett Coker (Evan Michaels)
- Denis O'Hare (Tom Michaels)
- Dig Wayne (Paul Fournier)
- John Hawkes (Terry Wicker)
- A.J. Noel (Soccer Player)
- Tom Katsis (Bloody Man)
- Anthony Ruivivar (Det. Ruben Bejarano)
- Nicole Cannon (Floor Manager)
- Muse Watson (Station Yard Controller)
- Jasper Cole (Hobo)
- Nathan Gamble (Kobe)
- Sarah Danielle Madison (Gina Farentino)
- Anthony LaPaglia (Jack Malone)
- Poppy Montgomery (Samantha Spade)
- Marianne Jean-Baptiste (Vivian Johnson)
- Enrique Murciano (Danny Taylor)
- Eric Close (Martin Fitzgerald)
- Roselyn Sanchez (Elena Delgado)
- Amy Stewart (Sylvia Wicker)
- Adriana Demeo (Lucy)
- Jenica Bergere (Roxi)
- Ken Lerner (Dr Ron Forsythe)

Un enfant et sa mère sont retrouvés assassinés à coups de marteau. Le FBI intervient car l'affaire est similaire à une affaire d'enlèvement survenue quelques années auparavant. Mais pourquoi le ravisseur aurait-il décidé de tuer l'enfant après tant d'années ?

### Épisode 172:La Sœur prodige
- États-Unis : 15 novembre 2007
- France : 5 octobre 2008 sur TF1

- États-Unis : 21,37 millions de téléspectateurs[13]
- France : 7,18 millions de téléspectateurs[11] (première diffusion)

- David Berman (David Phillips)
- Archie Kao (Archie Johnson)
- Jessica Lucas (Ronnie Lake)
- Sheeri Rappaport (Mandy Webster)
- Jon Wellner (Henry Andrews)
- Juliette Goglia (Hannah West)
- Douglas Smith (Marlon West)
- Riley Smith (Jordan Rockwell)
- Holland Roden (Kira Dellinger)
- Larry Sullivan (Officer Akers)
- Rene L. Moreno (Adam Jiminez)
- Onahoua Rodriguez (Kim Jiminez)
- Julianna Guill (Monica)
- David Drinkwater (Frat Pledge #1)
- Brandon Hillis (Frat Pledge #2)
- Jason Layden (Frat Pledge #3)
- David Thomas Jenkins (Frat Pledge #4)
- Marcus McGee (Frat Pledge #5)
- April Eden (Sexy Coed)
- Zachary Abel (Male Lover)
- Victoria Prescott (Judy Tremont)
- DeLon Howell (Officer)
- Ashley Bell (Lanie)

### Épisode 173:Petits meurtres entre collègues
- États-Unis : 22 novembre 2007
- France : 19 octobre 2008 sur TF1

- États-Unis : 14,75 millions de téléspectateurs[14]
- France : 6,13 millions de téléspectateurs[15] (première diffusion)

- David Berman (David Phillips)
- Archie Kao (Archie Johnson)
- Liz Vassey (Wendy Simms)
- Gerald McCullough (Bobby Dawson)
- Sheeri Rappaport (Mandy Webster)
- Jon Wellner (Henry Andrews)

### Épisode 174:Un monde d'ordures
- États-Unis : 6 décembre 2007
- France : 12 octobre 2008 sur TF1

- États-Unis : 18,8 millions de téléspectateurs[16]
- France : 8,42 millions de téléspectateurs[17] (première diffusion)

- David Berman (David Phillips)
- Archie Kao (Archie Johnson)
- Rebecca Budig (Joanna "Candy" Krumsky)
- Conor O'Farrell (Undersheriff McKeen)
- Liz Vassey (Wendy Simms)
- Beth Broderick (Belinda/Linda)
- Reginald Noble (Jamal Watkins)
- Harold "House" Moore (Fez Miller)
- John Capodice (Lou Gedda)
- Rick Hoffman (Michael Raykirk)
- Christina Cindrich (Cocktail Waitress)
- Dennis Christopher (Homeless Guy)
- Jeremy Radin (Drunk Driver)
- Shannon McKain (Backseat Passenger)
- Jason Lopez (Jason Crewes)
- Nathan Frizzell (Front Seat Passenger)

### Épisode 175:Un mal de chien
S'allonger avec les chiens 
- États-Unis : 13 décembre 2007
- France : 19 octobre 2008 sur TF1

- États-Unis : 19,87 millions de téléspectateurs[18]
- France : 8,42 millions de téléspectateurs[15] (première diffusion)

- David Berman (David Phillips)
- Liz Vassey (Wendy Simms)
- Sheeri Rappaport (Mandy Webster)
- Jon Wellner (Henry Andrews)
- Geoffrey Rivas (Det. Sam Vega)
- Jamie Luner (Elizabeth Rodriguez)
- Jesse Borrego (Felix Rodriguez)
- Mark L. Young (Tommy Halpert)
- John Capodice (Lou Gedda)
- Rebecca Budig (Joanna "Candy" Krumsky)
- Zack Ward (Steve Card)
- Erik Jensen (D.D.A Jeffrey Sinclair)
- Dennis Christopher (Richard Dorsey)
- Larry Mitchell (Officer Mitchell)
- Maxie Santillan Jr. (Homeless Man)
- Terry Bozeman (Brad Lewis)
- Fernando Negrette (Dogfight Referee)
- Nelson Mashita (E.R. Doctor)
- Chris DeRose (Animal Control Officer)
- Maria Russell (Deena Aquino)
- Vincent Laresca (Gino Aquino)
- Tim Kelleher (IAB Investigator)
- Roy Jackson (N.D. Officer)

### Épisode 176:Le Taureau par les cornes
- États-Unis : 10 janvier 2008
- France : 19 octobre 2008 sur TF1

- États-Unis : 18,18 millions de téléspectateurs[19]
- France : 7,9 millions de téléspectateurs[15] (première diffusion)

- David Berman (David Phillips)
- Archie Kao (Archie Johnson)
- Brendan Wayne (Dustin Lightfoot)
- Ty Murray (lui-même)
- Jewel (elle-même)
- Shooter Jennings (lui-même)
- Nicole Sullivan (Nancy Twicker)
- Liz Vassey (Wendy Simms)
- James Hiroyuki Liao (Erik "Precious Ricky" Hong)
- Colin Kim (Officer Choi)
- Eric Pierpont (Cash Dooley)
- Patrick McGaw (Cody Latshaw)
- Whitnee Patterson (Tiffany Rigdon)
- Shane Conrad (J.J Milton)
- Tamara Braun (Coco)
- Julie Brown (Connie Dellaquilla)
- Chuck Hittinger (Troy Birkhart)
- Rachael Cyna Smith (Buckle Bunny #1)
- Libby Mintz (Buckle Bunny #2)
- Joseph Campanella (Grissley Geezer)
- Robby Turner (lui-même)
- Ryan Wariner (lui-même)
- Bryan Keeling (lui-même)
- Faren Miller (lui-même)
- Garry Murray (lui-même)

### Épisode 177:Pris en grippe
- États-Unis : 3 avril 2008
- France : 12 octobre 2008 sur TF1

- États-Unis : 20,58 millions de téléspectateurs[20]
- France : 9,22 millions de téléspectateurs[17] (première diffusion)

- David Berman (David Phillips)
- Archie Kao (Archie Johnson)
- Bonnie Bedelia (DDA Madeline Klein)
- Natasha Gregson Wagner (Cody Cook)
- Larry Mitchell (Officer Mitchell)
- Jack McGee (Richard O'Malley)
- Van Epperson (Judge)
- Ashley-Nicole Sherman (Marie Leahy)
- Dave Shalansky (Tim O'Shea)
- Susan Merson (Juror #1)
- Daniel Louis Rivas (Raphael Gomez)
- Ron Pen Andrew Hawkes (Special Guard)
- Robert LaSardo (Emilio Alvarado)
- Kim Delgado (Discharge Guard)
- David Burke (Don Cook)
- Andy Forrest (Juror #2)

### Épisode 178:Mise en carton
- États-Unis : 10 avril 2008
- France : 26 octobre 2008 sur TF1

- États-Unis : 20,09 millions de téléspectateurs[21]
- France : 7,343 millions de téléspectateurs[22] (première diffusion)

- David Berman (David Phillips)
- Archie Kao (Archie Johnson)
- Liz Vassey (Wendy Simms)
- Greg Fitzsimmons (Greg Fitzsimmons)
- Jennifer Hall (Nora O'Toole)
- Jay Paulson (Leo Finley/Dean James)
- Raymond Cruz (Donald Balboa)
- David Meunier (Boyd Waldrip)
- Donnamarie Recco (Grace Waldrip)
- William Stanford Davis (Mechanic)
- Dariush Kashani (Amir Sayeed)
- Rima Laham (Maajida Sayeed)
- Baylee Rogers (Cordelia Doe/Inez Balboa)
- Nathan Baesel (Offended Guy/Male Figure)
- Noah Harpster (Heavyset Guy)
- Suzanne Rico (Field Reporter)
- Paula Francis (elle-même)
- Bobby Hosea (Negotiator)
- Vincent Duvall (SWAT Officer Jack Parker)
- Ryan Simpkins (Faith Waldrip)
- Ty Simpkins (Tyler Waldrip)

### Épisode 179:Meurtre à tous les étages
- États-Unis /  Canada : 24 avril 2008
- France : 2 novembre 2008 sur TF1

- États-Unis : 17,02 millions de téléspectateurs[23]
- Canada : 1,858 million de téléspectateurs[24]
- France : 8,48 millions de téléspectateurs[25] (première diffusion)

- Method Man (Drops)
- David Berman (David Phillips)
- Archie Kao (Archie Johnson)
- Liz Vassey (Wendy Simms)
- Larry Mitchell (Officer Mitchell)
- Anya Monzikova (Jessica "Gigi" Jaynes)
- Grant Sullivan (Walter Jaynes)
- Nikki Disanto (Valinda Carlisle)
- Omi Vaidya (en) (College Student)
- Octavia Spencer (Sherry)
- Al Shearer (Dale D)
- Cara Santana (Dana Espinoza)
- Ludo Vika (Maria Espinoza)
- Terra Jole (Mini-Britney)

### Épisode 180:La Théorie de Grissom
- États-Unis /  Canada : 1er mai 2008
- France : 26 octobre 2008 sur TF1

- États-Unis : 18,01 millions de téléspectateurs[26]
- Canada : 1,877 million de téléspectateurs[27]
- France : 6,548 millions de téléspectateurs[22](première diffusion)

- David Berman (David Phillips)
- Archie Kao (Archie Johnson)
- Liz Vassey (Wendy Simms)
- Sheeri Rappaport (Mandy Webster)
- Jon Wellner (Henry Andrews)
- Larry Mitchell (Officer Mitchell)
- Colin Kim (Office Choi)
- Chloe Webb (Evelyn Polychronopolous)
- Karl Makinen (Kyle Planck)
- Sam Witwer (Officer Casella)
- Jose Pablo Cantillo (I.A. Officer Galvez)
- Christine Lakin (Margo Delphi)
- Joe Howard (Logan Martin)
- Don Swayze (Dave Bohr)
- Jeremy Cohenour (Cell Phone Dude)

### Épisode 181:L'Envers du décor
- États-Unis /  Canada : 8 mai 2008
- France : 2 novembre 2008 sur TF1

- États-Unis : 18,07 millions de téléspectateurs[28]
- France : 8,06 millions de téléspectateurs[25](première diffusion)

- David Berman (David Phillips)
- Liz Vassey (Wendy Simms)
- Katey Sagal (Annabelle Bundt/ Natasha Steele)
- Rachael Harris (Megan Kupowski)
- Diedrich Bader (Bud Parker)
- Constance Marie (Det. Carolina Flores)
- Jon Wellner (Henry Andrews)
- Larry Mitchell (Officer Mitchell)
- Stephen Tobolowsky (Spencer Freiberg)
- Benjamin King (Stewart Lytle)
- Tom McGowan (Mark)
- J. D. Walsh (Eddie)
- Kevin Sussman (Don)
- Brian Letscher (Richard Langford)

### Épisode 182:Pour Gedda
- États-Unis /  Canada : 15 mai 2008
- France : 28 février 2010 sur TF1

- États-Unis : 18,06 millions de téléspectateurs[29]
- Canada : 2,029 millions de téléspectateurs[30]
- France : 8,24 millions de téléspectateurs[31] (première diffusion)

- David Berman (David Phillips)
- Liz Vassey (Wendy Simms)
- Marc Vann (Conrad Ecklie)
- Archie Kao (Archie Johnson)
- Gerald McCullouch (Bobby Dawson)
- Jon Wellner (Henry Andrews)
- Conor O'Farrell (Sheriff Adjoint McKeen)
- John Capodice (Lou Gedda)
- Jay Karnes (IA Officer Wagenbach)
- Donzaleigh Abernathy (Carolina Bell)
- Lee Weaver (Kerwinkle Lord)
- James Earl (Pallbearer #1)
- Kwame Patterson (Pallbearer #2)
- Randy Mulkey (Benny Harper)
- Joseph Patrick Kelly (Officer Metcalf)
- DeLon Howell (Officer Devlin)
- David Gianopoulos (Daniel Pritchard)
- Deborah Ann Woll (Stephane (aka Waitress))
- Larry Sullivan (Officer Akers)

## Audience
La huitième saison a été suivie en moyenne par 18.5 millions de téléspectateurs américains.